# Circuit Català d'Oberts Internacionals d'Escacs
El Circuit Català d'Oberts Internacionals d'Escacs és un conjunt de torneigs d'escacs que es juguen a l'estiu en diferents indrets de Catalunya organitzat per la Federació Catalana d'Escacs i que són avaluables per la Federació Internacional d'Escacs. La primera edició arrenca l'any 2004 amb 24 Oberts Internacionals puntuables. Per a poder obtar als premis de la classificació general, s'escullen les quatre millors puntuacions dels diferents Oberts en què cada jugador hi participi, de tal manera que com a mínim, una puntuació haurà de ser d'un torneig de categoria B i un altre de categoria C.
El campió absolut del Circuit és convidat a participar el Magistral de Barcelona. Els tres primers catalans classificats tenen dret a participar en el Campionat de Catalunya absolut.
Els torneigs tenen lloc entre els mesos maig i juny. Hi participen al voltant de 4.000 jugadors de 50 països diferents d'arreu del món. La quantitat de partides que es juguen entre tots els torneigs superen les 25.000, de les quals algunes es retransmeten per internet. Cada torneig del Circuit té el seu propi sistema de premis, però també hi ha uns premis globals atorgats per la FCE amb una bossa de premis de 12.000 euros per a la classificació general.

## Historial
Quadre de totes les edicions amb els tres primers de la classificació general dels circuits.
| Any  | Edició              | Campió                       | Sot-campió             | Tercer                |
| ---- | ------------------- | ---------------------------- | ---------------------- | --------------------- |
| 2004 | I Circuit Català    | Víktor Moskalenko            | Oleg Kornéiev          | Azer Mirzoev          |
| 2005 | II Circuit Català   | Serhí Fedortxuk              | Oleg Kornéiev          | Juan Borges Mateos    |
| 2006 | III Circuit Català  | Marc Narciso Dublan          | Azer Mirzoev           | Omar Almeida Quintana |
| 2007 | IV Circuit Català   | Marc Narciso Dublan          | Levan Aroshidze        | Aleksandr Dèltxev     |
| 2008 | V Circuit Català    | Víktor Moskalenko            | Vladimir Burmakin      | Luis Rojas            |
| 2009 | VI Circuit Català   | Omar Almeida Quintana        | Fernando Peralta       | Víktor Moskalenko     |
| 2010 | VII Circuit Català  | Lázaro Bruzón                | Serhí Fedortxuk        | Omar Almeida Quintana |
| 2011 | VIII Circuit Català | Eduardo Iturrizaga           | Holden Hernandez       | Aramis Álvarez        |
| 2012 | IX Circuit Català   | Emilio Córdova               | Reynaldo Ortiz         | Vladimir Burmakin     |
| 2013 | X Circuit Català    | Jorge Cori                   | Cristhian Cruz Sánchez | Mauricio Flores       |
| 2014 | XI Circuit Català   | Karen H. Grigoryan           | Kevel Oliva Casteñeda  | Marc Narciso Dublan   |
| 2015 | XII Circuit Català  | Karen H. Grigoryan           | Marc Narciso Dublan    | Fernando Peralta      |
| 2016 | XIII Circuit Català | Camilo Ernesto Gómez Garrido | Kevel Oliva Castañeda  | Emilio Córdova Daza   |
| 2017 | XIV Circuit Català  |                              |                        |                       |

## Torneigs del Circuit
Llista de torneigs internacionals d'escacs computables per a la classificació final del Circuit Català en les diferents edicions:
| Torneig                                   | 20 04 | 20 05 | 20 06 | 20 07 | 20 08 | 20 09 | 20 10 | 20 11 | 20 12 | 20 13 | 20 14 | 20 15 | 20 16 | 20 17 |
| ----------------------------------------- | ----- | ----- | ----- | ----- | ----- | ----- | ----- | ----- | ----- | ----- | ----- | ----- | ----- | ----- |
| Actius Sant Adrià del Besós               | X     | X     | X     | X     | X     |       |       |       |       |       |       |       |       | X     |
| Ciutat de Reus                            | X     | X     | X     | X     | X     | X     | X     |       |       |       |       |       |       |       |
| Ciutat de Terrassa                        | X     | X     | X     | X     | X     |       |       |       |       |       |       |       |       |       |
| Obert del Vallès                          | X     | X     |       |       |       |       |       |       |       |       |       |       |       |       |
| Obert de Castellar del Vallès             | X     | X     | X     | X     |       |       |       |       |       |       |       |       |       |       |
| Torneig d'Igualada i l'Anoia              | X     | X     |       |       |       |       |       |       |       |       |       |       |       |       |
| Obert del Solsonés                        | X     | X     |       |       |       |       |       |       |       |       |       |       |       |       |
| Obert Ciutat de Banyoles                  | X     | X     | X     | X     | X     |       |       |       |       |       |       |       |       |       |
| Obert Fincas Mediterranea                 | X     | X     | X     |       |       |       |       |       |       |       |       |       |       |       |
| Obert Renault-Ros                         | X     |       |       |       |       |       |       |       |       |       |       |       |       |       |
| Obert Ciutat de Tarragona                 | X     | X     | X     |       |       |       |       |       |       |       |       |       |       |       |
| Vila de Salou                             | X     | X     | X     | X     | X     | X     | X     | X     |       |       |       |       |       |       |
| Obert Vila d'Esparreguera                 |       | X     | X     |       |       |       |       |       |       |       |       |       |       |       |
| Actius Lluís Muratet                      |       | X     | X     | X     | X     |       |       |       |       |       |       |       |       |       |
| Obert Vila de l'Ampolla                   |       |       | X     | X     | X     |       |       |       |       |       |       |       |       |       |
| Obert Vila de Sort                        |       |       | X     | X     | X     | X     |       |       |       |       |       |       |       |       |
| Obert La Ràpita                           |       |       | X     |       |       |       |       |       |       |       |       |       |       |       |
| Obert d'Igualada                          |       |       | X     |       |       |       |       |       |       |       |       |       |       |       |
| Actius Ciutat de Tortosa                  |       |       | X     | X     | X     | X     | X     |       |       |       |       |       |       |       |
| Actius Memorial Rossend Planas            |       |       |       |       | X     |       |       |       |       |       |       |       |       |       |
| Actius Ciutat Vella                       |       |       |       |       |       |       |       | X     |       |       |       |       |       |       |
| Actius Mollet Memorial Ezequiel Martín    |       |       |       |       |       | X     | X     |       |       | X     | X     | X     | X     | X     |
| Obert d'Actius Vila de Canovelles         |       |       |       |       |       |       | X     | X     | X     | X     | X     | X     | X     | X     |
| Actius Vila de Sta. Coloma de Queralt     | X     | X     | X     | X     | X     | X     | X     | X     | X     | X     | X     | X     | X     | X     |
| Obert AjedrezND                           |       |       | X     | X     | X     | X     | X     | X     | X     | X     | X     |       |       |       |
| Actius Memorial Josep Lorente             |       |       |       |       |       |       | X     | X     | X     | X     | X     | X     | X     | X     |
| Open Ciutat de Montcada                   | X     | X     | X     | X     | X     | X     | X     | X     | X     | X     | X     | X     | X     | X     |
| Open de Torredembarra                     | X     | X     | X     | X     | X     | X     | X     | X     | X     | X     | X     | X     | X     | X     |
| Obert Sant Martí                          |       |       |       | X     | X     | X     | X     | X     | X     | X     | X     | X     | X     | X     |
| Obert Ciutat de Balaguer                  | X     | X     | X     | X     | X     | X     | X     | X     | X     | X     | X     |       |       |       |
| Open d'Andorra                            | X     | X     | X     | X     | X     | X     | X     | X     | X     | X     | X     |       |       |       |
| Open Vila de Sitges                       | X     | X     | X     | X     | X     | X     | X     | X     | X     | X     |       | X     | X     | X     |
| Obert de Cervelló                         |       |       |       |       |       | X     | X     | X     | X     | X     |       |       |       |       |
| Actius Ciutat d'Olot                      |       | X     | X     | X     | X     | X     | X     | X     | X     | X     | X     | X     | X     | X     |
| Ciutat de Badalona                        | X     | X     | X     | X     | X     | X     | X     | X     | X     | X     | X     | X     | X     | X     |
| Obert de La Pobla de Lillet               | X     | X     | X     | X     | X     | X     | X     | X     | X     | X     | X     | X     | X     | X     |
| Obert d'Actius Vila del Poblenou          | X     | X     | X     | X     | X     | X     | X     | X     | X     | X     |       |       |       |       |
| Obert de Figueres "Miquel Mas"            | X     | X     | X     | X     | X     | X     | X     | X     | X     | X     | X     | X     | X     | X     |
| Open Escacs Ciutat de Manresa             | X     | X     | X     | X     | X     | X     | X     | X     | X     | X     |       |       |       |       |
| Open de Sants, Hostafrancs i La Bordeta   | X     | X     | X     | X     | X     | X     | X     | X     | X     | X     | X     | X     | X     | X     |
| Obert Ciutat de Sabadell                  |       |       |       |       |       | X     | X     | X     | X     | X     | X     | X     | X     | X     |
| Actius Ribera d'Ebre-CN Ascó              |       | X     | X     | X     | X     | X     | X     | X     | X     | X     |       |       |       |       |
| Obert d'Actius Vila de Santpedor          |       |       |       |       |       | X     | X     | X     | X     | X     | X     | X     | X     | X     |
| Diada de l'11 de Setembre Actius Sabadell |       |       | X     | X     | X     | X     | X     | X     | X     | X     | X     | X     | X     | X     |
| Open d'Actius Vallfogona de Balaguer      | X     | X     | X     | X     | X     | X     | X     | X     | X     | X     | X     | X     | X     | X     |
| Obert de Barberà del Vallès               |       |       |       | X     | X     | X     | X     | X     | X     | X     | X     | X     | X     | X     |
| Obert d'Actius Osona                      |       |       |       |       |       |       |       |       |       | X     | X     | X     | X     | X     |
| Obert de Llucmajor                        |       |       |       |       |       |       |       |       |       | X     | X     | X     | X     | X     |
| Actius Vila de Tona                       |       |       |       |       |       |       |       |       |       | X     | X     |       |       |       |
| Torneig Actius EEM                        |       |       |       |       |       |       |       |       |       |       |       |       | X     | X     |
| Obert d'Actius Ciutat de Rubí             |       |       |       |       |       |       |       |       |       |       |       | X     | X     | X     |
| Festival Vila Platja d'Aro                |       |       |       |       |       |       |       |       |       |       |       |       | X     | X     |
| Obert d'Amposta                           |       |       |       |       |       |       |       |       |       |       |       |       | X     |       |
| Obert d'Actius Guinardó                   |       |       |       |       |       |       |       |       |       |       |       |       |       | X     |
| Obert d'Actius Vilanova                   |       |       |       |       |       |       |       |       |       |       |       |       |       | X     |